# Singapurische Badmintonmeisterschaft 1935/36
Die Singapurische Badmintonmeisterschaft 1935/36 fand an mehreren Terminen im Jahr 1935 statt. Es war die achte Austragung der Badmintonmeisterschaft von Singapur. 

## Sieger und Finalisten
| Disziplin                 | Gold                        | Silber                            |
| ------------------------- | --------------------------- | --------------------------------- |
| Herreneinzel              | Leow Kim Fatt               | Koh Keng Siang                    |
| Herrendoppel              | Leow Kim Fatt Lim Boon Guan | Chan Chim Bock Lim Chin Lam       |
| Mixed                     | Seah Eng Hee Waileen Wong   | E. J. Vass Alice Pennefather      |
| Herreneinzel (Junioren)   | Chew Yew Seng               |                                   |
| Inter-School Championship | Anglo-Chinese School        | Anglo-Chinese Continuation School |